# Lot 53 (Île-du-Prince-Édouard)
Lot 53 est un canton dans le comté de Kings, Île-du-Prince-Édouard, Canada. Il fait partie de la Paroisse St. George.

## Population
- 407 (recensement de 2001)[1]
- 439 (recensement de 2006)[1]
- 461 (recensement de 2011)[2]

## Communautés
Incorporé :
- Cardigan

Non-incorporé :
- Cardigan North
- Cardross
- Corraville
- Glenfanning
- Martinvale
- Roseneath